# PCDJ
PCDJ（Personal Computer Disc Jockey）とはコンピューターにあらかじめ保存されている音源を使用してDJプレイをする者、またはその行為である。
PCの種類は問わないが、移動の観点からノートパソコンが好まれる。PCにはDJソフトをインストールして操作する。

## 特徴
- 移動が容易。特に、海外などでは大量のレコードを持っていることに対する税関チェックを受けなくて良い。
- 大容量HDDの使用で大量の楽曲を使用できる。
- 曲ごとにキューポイントを記録できる。